# Arabis tianschanica
Arabis tianschanica là một loài thực vật có hoa trong họ Cải. Loài này được Pavlov mô tả khoa học đầu tiên năm 1954.